# Molière

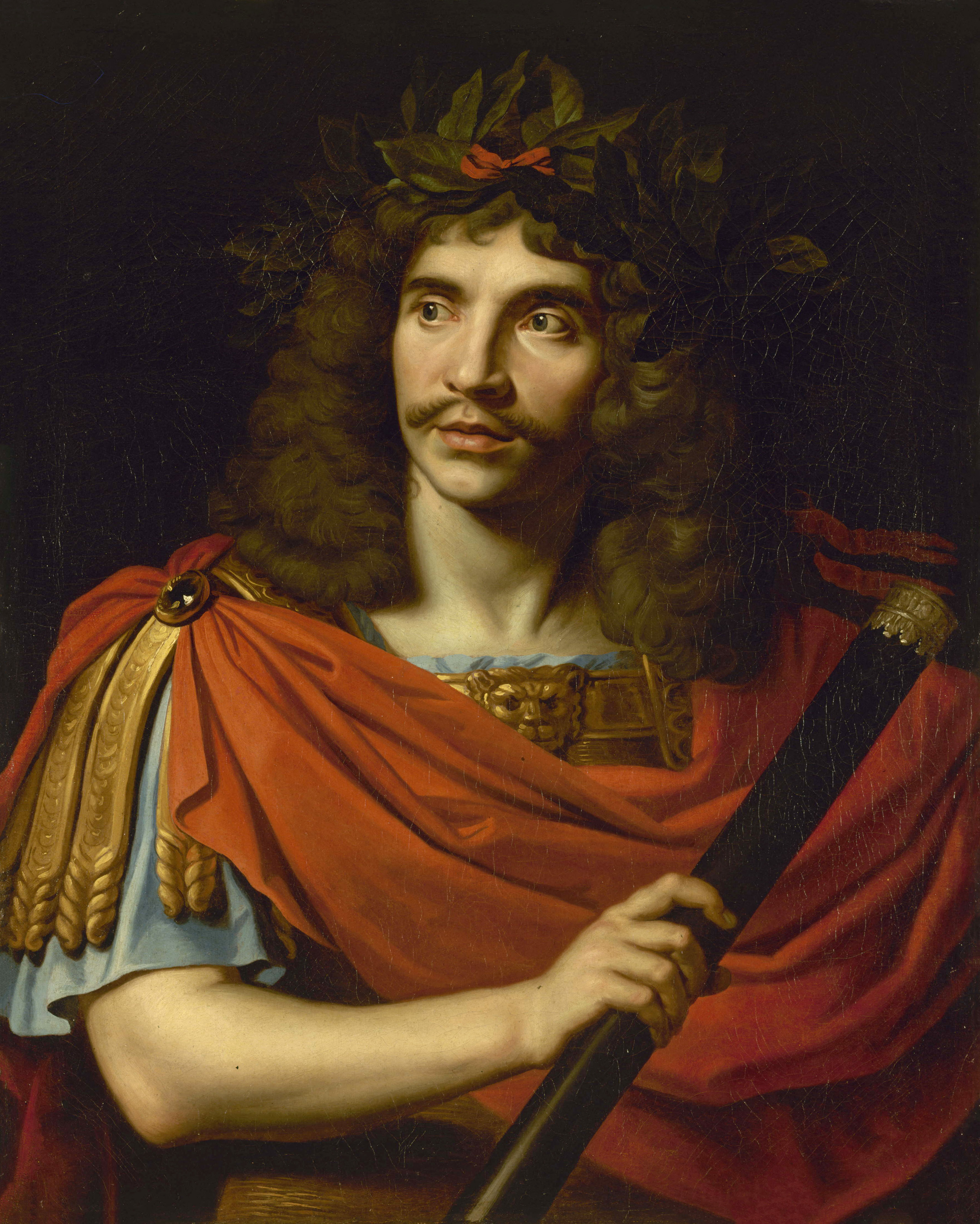
Molière in der Rolle des Cäsar
Porträt von Nicolas Mignard, 1658

Jean-Baptiste Poquelin alias Molière (getauft am 15. Januar 1622 in Paris; † 17. Februar 1673 ebenda) war ein französischer Schauspieler, Theaterdirektor und Dramatiker.
Er ist einer der großen Klassiker und machte die Komödie zu einer der Tragödie potenziell gleichwertigen Gattung. Vor allem erhob er das Theater seiner Zeit zum Diskussionsforum über allgemeine menschliche Verhaltensweisen in der Gesellschaft.

## Leben

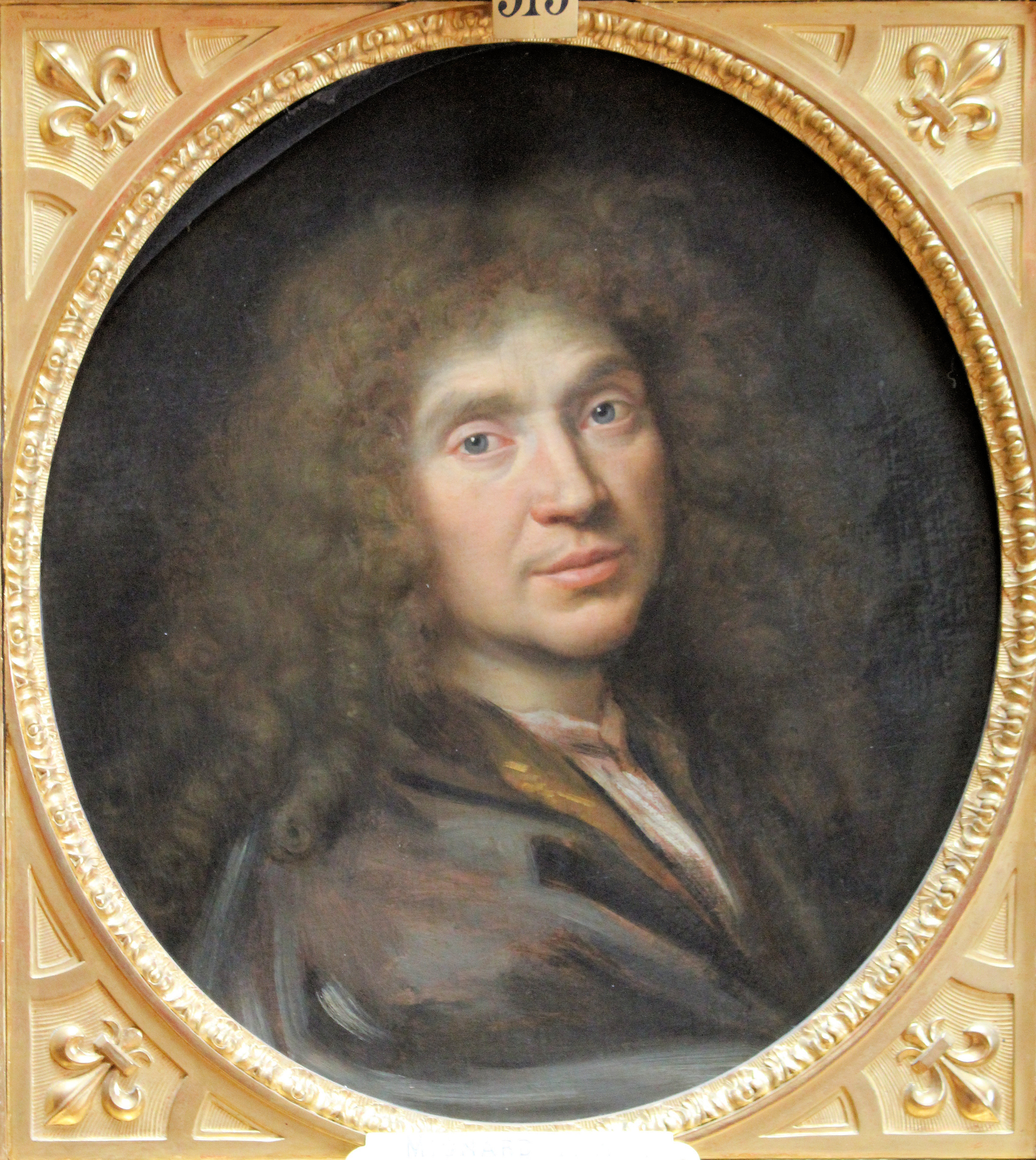
Molière. Porträt von Pierre Mignard, Château de Chantilly.

### Kindheit und Jugend
Molière ist ein Künstlername, den der Schauspieler und spätere Autor wohl ab 1643, spätestens jedoch seit Juni 1644 benutzte. Die Herkunft des Namens ist unklar, vielleicht stand eine gleichnamige südfranzösische Ortschaft Pate. Geboren wurde Molière als ältester Sohn eines wohlhabenden Pariser Händlers für Heimtextilien (tapissier), der 1631 das Amt eines Tapissier du Roi kaufte, d. h. eines königlichen Dekorateurs und Raumausstatters.
Mit zehn Jahren verlor der Junge seine Mutter, mit knapp 14 dann auch seine Stiefmutter, beide starben im Kindbett. Die Schulzeit absolvierte er auf dem von Jesuiten geführten Pariser Collège de Clermont, wo er eine solide klassische Bildung erhielt und einige Mitschüler hatte, die später für ihn eine besondere Rolle spielten. Sein Großvater mütterlicherseits, ein Theaterliebhaber, nahm ihn immer wieder zu Aufführungen mit, insbesondere zum volkstümlichen Jahrmarktstheater (théâtre de la foire), wo er Einblicke in eine Welt erhielt, die ihn früh faszinierte.
Mit knapp 16 legte er den Amtseid als künftiger Nachfolger seines Vaters im Tapissier-Amt ab und studierte wenig später Jura in Orléans. Zurück in Paris erhielt er die Zulassung als Anwalt. Ob er je als solcher tätig war, ist nicht bekannt. Um dieselbe Zeit frequentierte er die Vorlesungen des Naturforschers und Philosophen Pierre Gassendi, was ihm eine gewisse Distanz zu den Dogmen der Kirche vermittelte. Offenbar verfasste er damals eine Vers-Übertragung von De rerum natura des römischen Philosophen Lukrez, die aber verlorengegangen ist.

### Wanderjahre
1641 oder 1642, also um die 20, lernte er die vier Jahre ältere Schauspielerin Madeleine Béjart kennen, die ihn in seinem Drang zum Theater bestärkte – gegen den Willen seines Vaters, der ihn im Sommer 1642 nötigte, in Ausübung seines Tapissier-Amtes Ludwig XIII. auf einer längeren Reise zu begleiten und ihm die wechselnden Nachtquartiere einzurichten.
1643 übertrug Molière das ungeliebte Amt seinem jüngeren Bruder, ließ sich einen Vorschuss auf das Erbe seiner Mutter auszahlen und gründete, noch unter dem Namen Poquelin, gemeinsam mit Madeleine Béjart, ihren Geschwistern Louis und Geneviève sowie fünf weiteren Komödianten mit Vertrag vom 30. Juni 1643 eine Theatergruppe, das L’Illustre Théâtre. Dieses ging 1645 bankrott und Molière wurde vorübergehend in Schuldhaft genommen. In der Folge schloss er sich mit den Béjarts der Wandertruppe des Schauspielers Charles du Fresne an, die vom Duc d’Épernon finanziell unterstützt wurde und hauptsächlich in West- und Südfrankreich auftrat.
Bald stieg er zum Direktor der Truppe auf und gewann 1653 für einige Jahre den Gouverneur des Languedoc als Förderer, den Prince de Conti. Eine Legende ist wohl die von La Grange in die Welt gesetzte Behauptung, jener habe mit Molière zusammen das Collège de Clermont besucht. Das Repertoire der Truppe umfasste neben Tragödien, Tragikomödien und Komödien zeitgenössischer Autoren auch komische Farcen und lustige Theaterstücke im Stil der italienischen Commedia dell’arte. Ab 1655 nahm Molière auch eigene Werke ins Programm, z. B. die in Versen verfasste Komödie L’Étourdi ou Les Contretemps (Der Tollpatsch oder die Querstreiche), in der ein gewitzter und pfiffiger Diener und sein notorisch ungeschickter junger Herr die Hauptrollen spielen.

### Rückkehr nach Paris und erste Erfolge

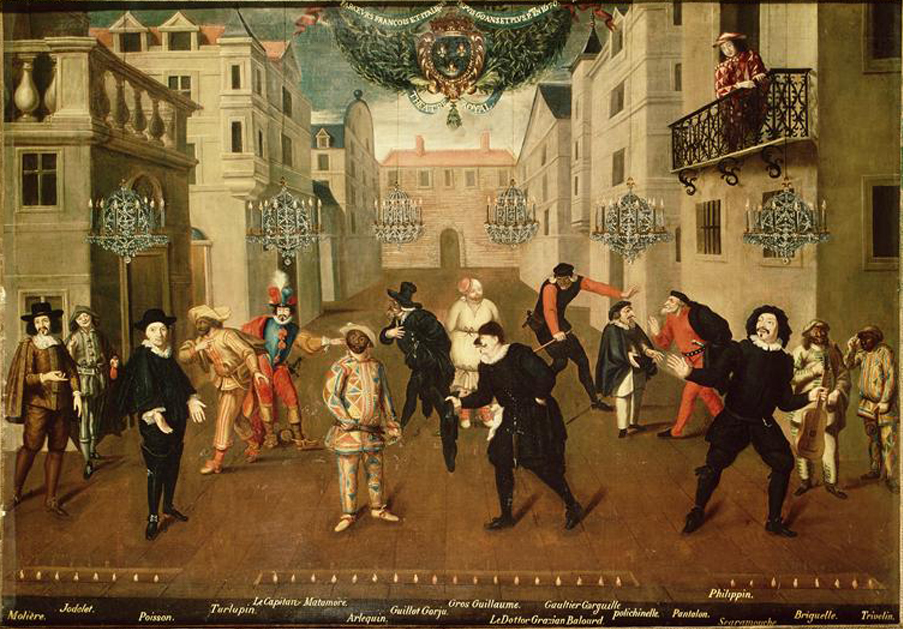
Französische und italienische Schauspieler der letzten 60 Jahre, Gemälde von 1670, ganz links Molière im Kostüm des Arnolphe

Nach 13 Wanderjahren, in denen er Menschen aus allen Schichten kennengelernt hatte und sein Handwerk als Schauspieler, Theaterdirektor und schließlich auch Autor von Grund auf gelernt hatte, gastierte Molière 1658 in Rouen, wo er dem berühmten Dramatiker Pierre Corneille begegnete. Vor allem aber kam er hier in Kontakt mit „Monsieur“, d. h. dem jüngeren Bruder von Ludwig XIV., Herzog Philippe I. d’Orléans. Dieser lud die Truppe an den Hof nach Paris ein, wo Molière die Tragödie Nicomède von Corneille und seine eigene Farce Le médecin amoureux (Der verliebte Arzt) aufführte. Letztere gefiel dem jungen, gerade erst 20-jährigen König so sehr, dass er der Truppe erlaubte, im Saal des an den Louvre grenzenden Hôtel du Petit-Bourbon zu spielen. Die Sonntage, Dienstage und Freitage gehörten dort allerdings schon einer italienischen Truppe um den Komödianten Tiberio Fiorilli (1608–1694), der wegen seiner Paraderolle als Scaramouche berühmt war.
Den Durchbruch erzielte Molière im November 1659 mit seiner in Prosa verfassten Komödie Les précieuses ridicules (Die lächerlichen feinen Damen), seinem ersten für ein überwiegend Pariser Publikum konzipierten Stück. Am Beispiel der beiden Protagonistinnen, zweier etwas exaltierter, möchte-gern-adelig und gebildet tuender Bürgermädchen, verspottet er hier die gekünstelte Sprechweise und die wirklichkeitsfremden Denkweisen der Preziösen, wie sie inzwischen auch im Bürgertum zu finden waren. Der Erfolg des Stücks verschaffte ihm erste Neider, das Thema erste Feinde, darunter den Chef der Verwaltung der königlichen Schlösser, der pünktlich zu Beginn der Spielzeit 1660/61 den Abriss des Petit-Bourbon verfügte. Molière blieb drei Monate ohne Spielstätte, bis er vom König den Saal des Palais Royal zugewiesen bekam.
Ein weiterer Schlag war 1661 der komplette Misserfolg der Tragikomödie Dom Garcie de Navarre, mit der Molière sich offenbar dem gehobenen Genus der Tragödie anzunähern gedachte.
Mit dem zentralen Thema des Stücks, der exzessiven Eifersucht, bearbeitete er sicher aber auch ein persönliches Problem, denn der 40-Jährige umwarb zu dieser Zeit die offenbar kokette 18-jährige Armande Béjart, die jüngste Schwester (oder Tochter?) von Madeleine und ebenfalls Schauspielerin in seiner Truppe.
Die Trauung von Armande Béjart und dem 20 Jahre älteren Molière fand am 20. Februar 1662 in der Pfarrkirche Saint-Germain-l’Auxerrois statt. Das Paar bekam drei Kinder: Louis (* Januar 1664), der im Alter von 8 Monaten starb, Esprit-Madeleine (* August 1665, † ohne Nachkommen 1723) und Pierre-Jean-Baptiste-Armand (* 1672), der nur einige Tage alt wurde. Die Ehe Armandes mit Molière war nicht immer glücklich. Ab 1666 lebte sie eine Weile getrennt von ihm.
Der nächste große Erfolg war Ende 1662 L’École des femmes (Die Schule der Frauen), eine Verskomödie, in der Molière (dem soeben Armande ihr Jawort gegeben hatte) für eine gemäßigte Emanzipation der jungen Frauen wirbt und für ihr Recht auf eine Liebesheirat. Die heftige Kontroverse, die er hiermit auslöste, heizte er 1663 weiter mit den Prosastücken La Critique de l’École des femmes (Kritik der Schule der Frauen) und L’Impromptu de Versailles (Das Impromptu von Versailles) an. Dem König scheint dies gefallen zu haben, denn er setzte Molière eine jährliche Pension von 1000 Livres aus. Im Januar 1664 wurde der König sogar Taufpate von Molières erstem (allerdings bald danach verstorbenen) Kind Louis, was er wohl auch deshalb tat, um das Gerücht zu widerlegen, Armande sei ein Kind Madeleine Béjarts und Molières und dieser habe somit seine eigene Tochter geheiratet.

### Molière und Racine

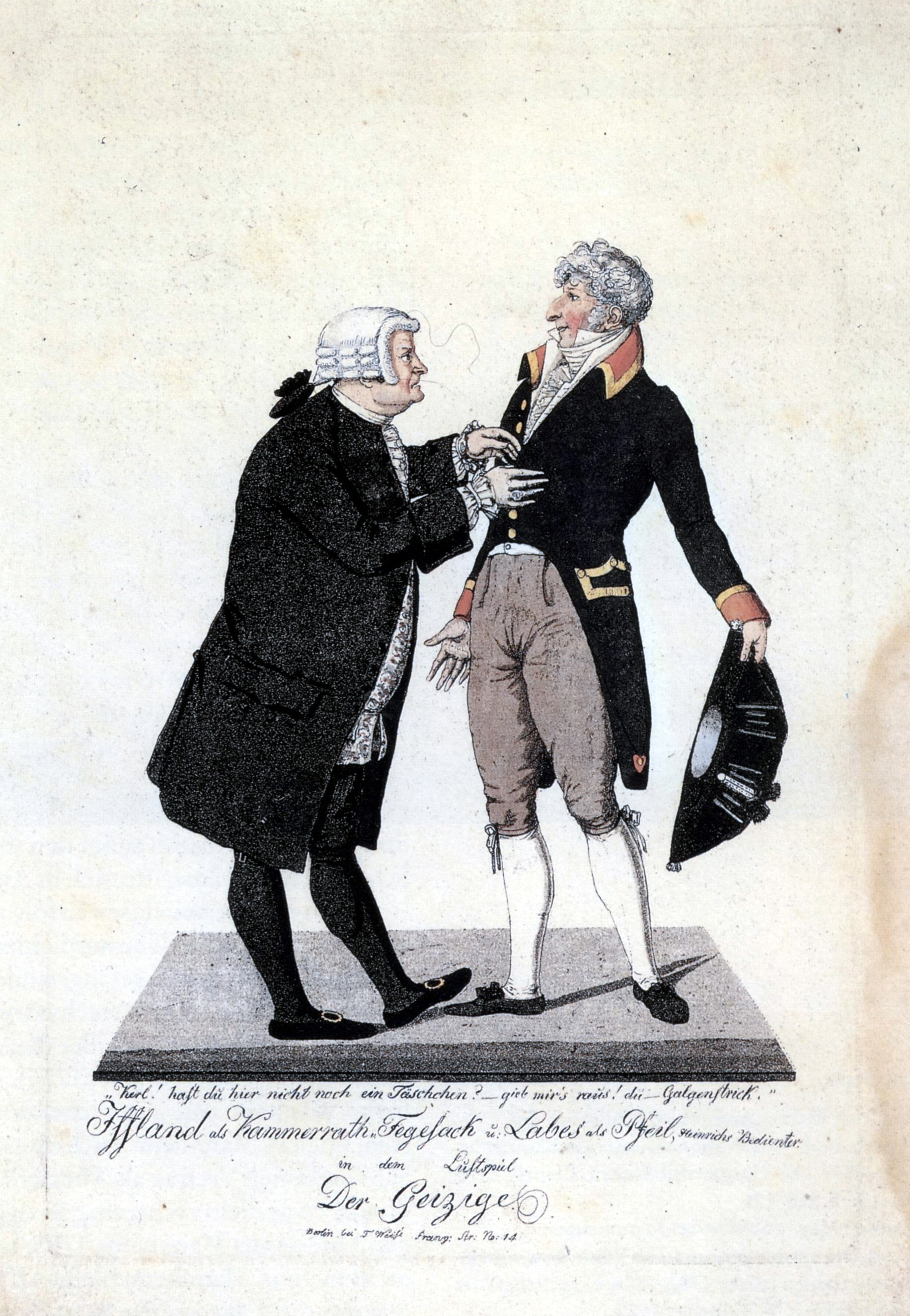
Iffland als Fegesack und Franz Labes als Pfeil in Molières Der Geizige, I,3. Lithographie von Friedrich Weise nach einer Berliner Aufführung um 1810

In den Jahren 1663 bis 1665 wurde Molière für kurze Zeit zum Protektor des noch unbekannten Nachwuchsdramatikers Jean Racine. Er beauftragte ihn mit einer Tragödie über den Ödipus-Stoff, die er Anfang 1664 wenig erfolgreich inszenierte unter dem Titel La Thébaïde. Ou les frères ennemis (Die Thebais. Oder die feindlichen Brüder). 1665 spielte er mit immerhin mäßigem Erfolg Racines Tragikomödie Alexandre le Grand.
Molière erlebte allerdings, dass der mit der Inszenierung unzufriedene Jungautor mit seinem Stück zu der Truppe des Hôtel de Bourgogne abwanderte, die auf Tragödien spezialisiert war. Dabei nahm Racine eine von Molières beliebtesten Schauspielerinnen mit, Mademoiselle du Parc, die sich mit Racine liiert hatte und ihm zur Konkurrenz folgte. Das Verhältnis der beiden Männer war hiernach naturgemäß gespannt. Molière rächte sich, indem er in der Folgezeit häufig ältere Stücke von Racines Rivalen Pierre Corneille wieder aufnahm oder neue uraufführte.

### Der lange Kampf umTartuffe
Im Mai 1664 – inzwischen war er zum Vergnügungsdirektor Ludwigs XIV. avanciert – organisierte Molière ein mehrtägiges Hoffest im neuangelegten Park von Versailles. Dort spielte er zunächst, mit Balletteinlagen, die sein jüngerer Freund Jean-Baptiste Lully komponiert und choreographiert hatte, die unverfänglichen (eigenen) Komödien La Princesse d’Élide (Die Fürstin von Elis), Le Mariage forcé (Die Zwangsheirat) und Les Fâcheux. Am sechsten Tag führte er eine neue Verskomödie in drei Akten auf, die zum Politikum wurde: Tartuffe.
Schon im Vorfeld hatten etliche fromme Höflinge die Aufführung dieses Stücks um einen scheinbar strenggläubigen, in Wahrheit aber herrschsüchtigen, raffgierigen und lüsternen Schwindler zu verhindern versucht. Nach der Aufführung brach Empörung beim gesamten „alten Hof“ aus, einer Gruppierung meist älterer Höflinge, die sich um die fromme Königinmutter Anna von Österreich scharten und der Zeit vor 1661 nachtrauerten, wo man unter ihr und ihrem Minister Kardinal Mazarin die Macht gehabt hatte. Dem König war Molières Attacke auf die auch ihm lästigen Frömmler zunächst sehr recht gewesen, unter dem Druck des „alten Hofes“ hielt er es aber doch für geraten, das Stück zu verbieten. Die nächsten Jahre Molières waren bestimmt von seinem Kampf für den Tartuffe und gegen die Intrigen des „Klüngels der Frommen“, wie er sie nannte. Diese waren teilweise in einem bigotten Geheimbund organisiert, der Compagnie du Saint-Sacrement, der auch sein ehemaliger Gönner Conti angehörte, der nach einer Syphilisinfektion fromm geworden war.
Molière verfolgte unterdessen das Thema der Heuchelei weiter: Ende 1664, also bald nach dem ersten Verbot des Tartuffe, verfasste er Don Juan, ein Prosastück über einen hochadligen Heiratsschwindler, Betrüger und Libertin, der, um sich den Nachstellungen empörter Geschädigter zu entziehen, eine Bekehrung zu christlicher Moral und Frömmigkeit heuchelt, aber schließlich zur Hölle fährt. Auch dieses Stück wurde nach wenigen Aufführungen verboten, vermutlich wegen der nicht eindeutig negativen Darstellung von Don Juans Freidenkertum.
Immerhin sah sich Molière vom König insofern unterstützt, als er im Sommer 1665 seine Jahrespension von 1000 auf 6000 Livre erhöht bekam und mit seiner Truppe den Titel Troupe du roi annehmen durfte, beides kurz nach der Geburt seiner Tochter Esprit-Madeleine, die als einziges Kind überleben sollte.
Im Juni 1666 brachte Molière die Verskomödie Le Misanthrope (Der Menschenfeind) heraus, eine Satire auf die unehrliche Schmeichelei am Hof und die geheuchelte Nettigkeit in den Pariser Salons. Die ungewöhnlich stark autobiographisch geprägte Figur des Misanthropen Alceste, von Molière selbst gespielt, spiegelt sichtlich dessen eigenes Unvermögen und seine Unlust wider, sich auf dem glatten Parkett der Hofgesellschaft opportunistisch und angepasst zu verhalten. In der enttäuschten Liebe Alcestes zu der koketten jungen Célimène spiegelt sich die Enttäuschung Molières über seine 20 Jahre jüngere Frau Armande wider, die sich gerade (vorübergehend) von ihm getrennt hatte.
Im Sommer 1667 versuchte er eine auf fünf Akte verlängerte, überarbeitete und in L’Imposteur (Der Schwindler) umbetitelte Version des Tartuffe in sein Programm aufzunehmen, wobei er den Protagonisten in „Panulphe“ umbenannte und nicht mehr priesterähnlich, sondern als Adeligen kostümierte. Doch der Präsident des Parlement de Paris, der für den auf einem Feldzug in Flandern befindlichen König die Polizeigewalt ausübte, reagierte sofort mit einem Verbot; der Erzbischof von Paris drohte Molière sogar mit Exkommunikation. Als dieser zwei Schauspieler mit einer Bittschrift zum König schickte, signalisierte der zwar Wohlwollen, tat aber nichts. Immerhin duldete er, dass sein Bruder Philippe und danach der Fürst de Condé (der ältere Bruder Contis) 1668 das Stück in ihren Schlössern privat aufführen ließen.
Nach dem Verbot auch der zweiten Tartuffe-Version übte Molière 1668 in der Verskomödie Amphitryon erstmals leise Kritik an seinem wenig zuverlässigen Gönner Ludwig, den er verschlüsselt in der Rolle Iupiters ganz ungeniert seinem sexuellen Lustgewinn nachgehen lässt. In George Dandin (Prosa, ebenfalls 1668) brandmarkte er die Arroganz, mit der Adlige, selbst wenn sie verarmt sind, glauben, die gesellschaftlich nützliche Bourgeoisie verachten und ausbeuten zu dürfen.
Erst am 5. Februar 1669, nachdem der „alte Hof“ nach Annas Tod 1666 endgültig entmachtet, die Compagnie du Saint-Sacrement verboten und Ludwigs Macht nach innen- und außenpolitischen Erfolgen so gefestigt war, dass er keine Rücksicht mehr auf die frommen Gegner Molières nehmen musste, konnte dieser das nochmals überarbeitete, nun als Tartuffe, ou l’Imposteur betitelte Stück frei aufführen. Die Aufführung war ein triumphaler Erfolg und gilt als eines der großen Ereignisse der französischen Theatergeschichte.

### Die letzten Jahre

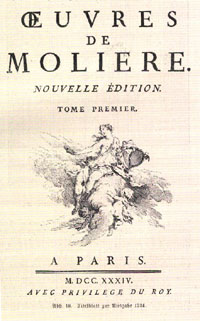
Molières Werke, 1734

Insgesamt aber hatte sich Molière nach 1667 auf unverfänglichere Themen zu verlegen begonnen. Mit gefälligen Stücken, insbesondere sogenannten Ballettkomödien zu Musik von Lully, versuchte er sein Theater zu füllen und den König bei Laune zu halten. Neben etlichen anderen, heute vergessenen Stücken schrieb er:
- 1668 L’Avare (Der Geizige), eine Prosakomödie, in der er den Typ des reich gewordenen, aber engstirnig und geizig gebliebenen Bürgers karikiert, der seine lebensfroheren und konsumfreudigeren Kinder mit seinem Geiz fast erstickt.
- 1669 Monsieur de Pourceaugnac, eine Prosakomödie, in der er einen dümmlichen Provinzler die quasi schon eingekaufte Braut an einen klügeren Rivalen verlieren lässt.
- 1670 Le Bourgeois gentilhomme (Der Bürger als Edelmann), eine Prosakomödie mit Gesang- und Balletteinlagen, in der er die blinde Sucht vieler Bürgerlicher nach Adelstiteln verspottet. (Musik von Lully)
- 1671 Les fourberies de Scapin (Scapins Streiche), eine Prosakomödie, worin er in einer turbulenten Handlung um den pfiffigen Diener Scapin alle Mittel der Situationskomik vorführt, die der Gattung der Farce zur Verfügung stehen.
- 1672 Les femmes savantes (Die gelehrten Frauen), eine Verskomödie, in der er das in seinen Augen falsche Bewusstsein dreier pseudogebildeter und pseudoemanzipierter Bürgerinnen karikiert und ihnen eine junge Frau gegenüberstellt, die ihre Rolle als bürgerliche Haus- und Ehefrau bejaht.
- 1673 Le Malade imaginaire (Der eingebildete Kranke [d. h. „der sich seine Krankheit nur einbildet“]), eine Prosakomödie über ein altes Thema, das Molière auch selbst schon bearbeitet hatte: die naive Medizingläubigkeit reicher Kranker und vor allem die Unfähigkeit der keine Selbstzweifel kennenden Ärzte – eine Unfähigkeit, die Molière, der selbst häufig krank war, nur zu gut kannte. (Musik von Marc-Antoine Charpentier)

Diese letzten Lebensjahre Molières waren gekennzeichnet von einem sich stetig verschlechternden Gesundheitszustand, bedingt durch den beruflichen Stress sowie das lange Hin und Her um den Tartuffe. Häufige Eheschwierigkeiten setzten ihm zusätzlich zu. 1671 kam es bei der Einstudierung der Ballett-Tragödie Psyché (deren letzte zwei Drittel Corneille verfasst hatte) zum Bruch mit Partner Lully. Anfang 1672 erkrankte und verstarb seine langjährige Weggefährtin Madeleine Béjart. Ende desselben Jahres starb ein drittes Kind bald nach der Geburt, und Molière musste erleben, wie Lully zum Rivalen wurde, den der König vorzuziehen begann.
Le Malade imaginaire sollte in bitterer Ironie sein letztes Stück bleiben und die Hauptrolle des eingebildeten Kranken seine letzte Rolle. Während der vierten Aufführung am 17. Februar 1673 erlitt er einen Schwächeanfall inklusive Blutsturz, den die Zuschauer zunächst für eine Einlage innerhalb der Komödie hielten. Wenig später starb er in seiner nahe gelegenen Wohnung. Nur mühsam gelang es seiner Frau Armande, den Widerstand des Gemeindepfarrers zu brechen und über den König beim Erzbischof von Paris zu erreichen, dass eine halbwegs ehrbare Bestattung auf einem kirchlichen Friedhof genehmigt wurde.
Die Truppe Molières blieb unter Armandes Leitung zunächst bestehen. Sie schloss sich aber bald, als Rivale Lully den Saal des Palais Royal zugesprochen bekam, der Truppe des Théâtre du Marais an, wobei Armande einen von deren Schauspielern heiratete. 1680 verschmolz die neue Truppe auf Anweisung von Ludwig XIV. mit der Truppe des Hôtel de Bourgogne: Die noch heute bestehende Comédie-Française war geboren.
Erst 1752 wurden seine Lustspiele ins Deutsche übersetzt. Der Asteroid des äußeren Hauptgürtels (3046) Molière wurde nach ihm benannt.

### Die Corneille-Molière-Kontroverse

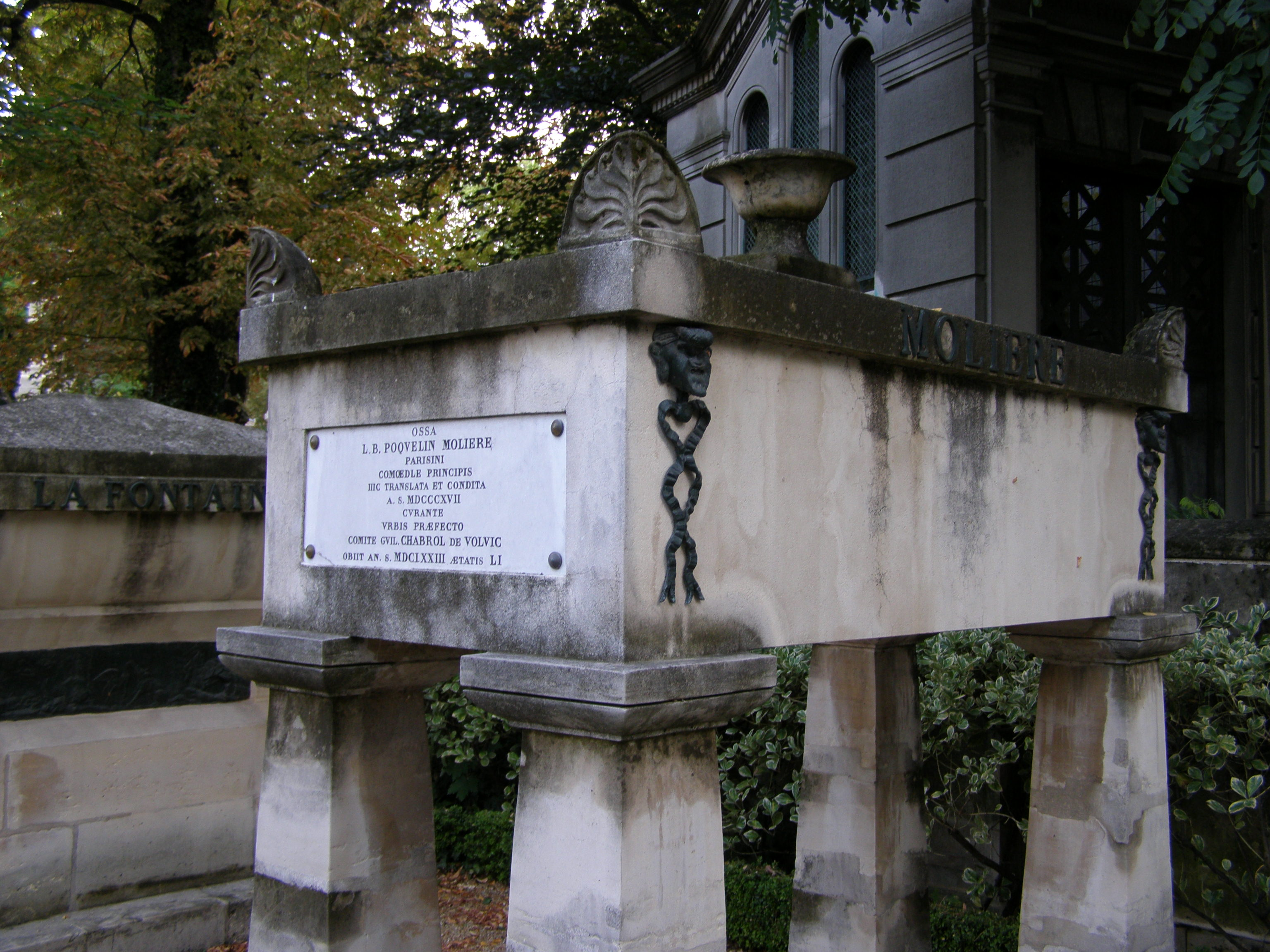
Grab, Cimetière du Père-Lachaise

Die Autorschaft der Werke von Molière ist nicht unumstritten. Im Zentrum dieser Kontroverse steht die Frage, ob Pierre Corneille, Schöpfer der französischen Tragödie, einige Werke, welche traditionellerweise Molière zugesprochen werden, als sein Ghostwriter verfasst hat.
Im 21. Jahrhundert wird versucht, diese Streitfrage mit Hilfe mathematisch-stilometrischer Verfahren der Computerphilologie zu entscheiden.

## Werke
- Die Eifersucht des Angeschmierten. 1650 (französisch: La Jalousie du Barbouillé.).
- Der Unbesonnene oder Zur Unzeit. 1653 (französisch: L’Étourdi ou les Contretemps.). Auch: Der Etourdi, oder die Queerstreiche,[7] Der Tolpatsch oder Die Rückschläge,[8] Der Wirrkopf[9]
- Liebesärger. 1656 (französisch: Le Dépit amoureux.).
- Der fliegende Arzt. 1659 (französisch: Le Médecin volant.).
- Die lächerlichen Preziösen. 1659 (französisch: Les Précieuses ridicules.).
- Sganarelle oder Der vermeintliche Hahnrei. 1660 (französisch: Sganarelle ou le Cocu imaginaire.).
- Don Garcia de Navarra oder Der eifersüchtige Fürst. 1661 (französisch: Dom Garcie de Navarre ou le Prince jaloux.).
- Die Schule der Ehemänner. 1661 (französisch: L’École des maris.).
- Die Lästigen. 1661 (französisch: Les Fâcheux.).
- Die Schule der Frauen. 1662 (französisch: L’École des femmes.).
- Die Kritik der „Schule der Frauen“. 1663 (französisch: La Critique de l’École des femmes.).
- Das Stegreifspiel von Versailles. 1663 (französisch: L’Impromptu de Versailles.).
- Die Zwangsheirat. 1664 (französisch: Le Mariage forcé.).
- Die Fürstin von Elis. 1664 (französisch: La Princesse d’Élide.).
- Tartuffe oder Der Betrüger. 1664 (französisch: Le Tartuffe ou l’Hypocrite/Le Tartuffe ou l‘Imposteur.).
- Don Juan. 1665 (französisch: Le Festin de Pierre.).
- Die Liebe als Arzt. 1665 (französisch: L’Amour médecin.).
- Der Menschenfeind. 1666 (französisch: Le Misanthrope.).
- Der Arzt wider Willen. 1666 (französisch: Le Médecin malgré lui.).
- Ballet des Muses
  - Mélicerte. 1666 (französisch: Mélicerte.).
  - Pastorale comique. 1667 (französisch: Pastorale comique.).
  - Der Sizilianer oder Die Liebe als Maler. 1667 (französisch: Le Sicilien ou l’Amour peintre.).
- Amphitryon. 1668 (französisch: Amphitryon.).
- George Dandin oder Der betrübte Ehemann. 1668 (französisch: George Dandin ou le Mari confondu.).
- Der Geizige. 1668 (französisch: L’Avare.).
- Der Herr aus der Provinz. 1669 (französisch: Monsieur de Pourceaugnac.).
- Die großartigen Liebhaber. 1670 (französisch: Les Amants magnifiques.).
- Der Bürger als Edelmann. 1670 (französisch: Le Bourgeois gentilhomme.).
- Psyche. 1671 (französisch: Psyché.).
- Scapins Streiche. 1671 (französisch: Les Fourberies de Scapin.).
- Die Gräfin von Escarbagnas. 1671 (französisch: La Comtesse d’Escarbagnas.).
- Die gelehrten Frauen. 1672 (französisch: Les Femmes savantes.).
- Der eingebildete Kranke. 1673 (französisch: Le Malade imaginaire.).

## Die Schauspieler-Truppe Molières
Folgende Komödianten waren – in der chronologischen Reihenfolge ihrer Aufnahme – in Molières Truppe:
- Madeleine Béjart
- Joseph Béjart
- Geneviève Bejart
- Pierre Réveillon genannt Châteauneuf
- René Berthelot genannt Du Parc oder Gros-René
- Mademoiselle de Brie, bürgerlich Catherine Leclerc du Rosé auch du Rozet oder du Rozay, Ehefrau von Edme Villequin de Brie
- Louis Béjart
- Edme Villequin de Brie
- Mademoiselle La Grange, bürgerlich Marie Ragueneau de l’Estang
- Marquise-Thérèse de Gorle genannt Mademoiselle du Parc
- Armande Béjart
- Charles Varlet genannt La Grange
- Guillaume Marcoureau genannt Brécourt
- André Hubert
- Philibert Grassot genannt Du Croisy
- Marie Claveau genannt Mademoiselle Du Croisy, Ehefrau von Philibert Grassot
- François Le Noir genannt La Thorillière
- François Bedeau genannt Gorgibus oder L’Espy
- Julien Geoffrin Bedeau genannt Jodelet